# Шидалі
Шидалі́ (рос. Шидали, башк. Шиҙәле) — присілок у складі Ілішевського району Башкортостану, Росія. Входить до складу Андрієвської сільської ради.
Населення — 48 осіб (2010; 69 у 2002).
Національний склад:
- башкири — 70 %
- татари — 27 %